# 1993 SL3
1993 SL3 är en asteroid i huvudbältet som upptäcktes den 19 september 1993 av den amerikanske astronomen Henry E. Holt vid Palomarobservatoriet.
Asteroiden har en diameter på ungefär 7 kilometer.